# 憲兵 (日本軍)

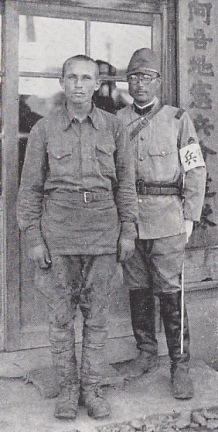
張鼓峰事件において捕虜となったソ連労農赤軍兵士と写る憲兵上等兵
阿吾地憲兵分遣隊、1938年（昭和13年）

憲兵（けんぺい、旧字体：憲󠄁兵）とは、大日本帝国陸軍において陸軍大臣の管轄に属し、主として軍事警察を掌り、兼て行政警察、司法警察も掌る兵科区分の一種。1881年（明治14年）に創設された。日本における国家憲兵として次第に権限を拡大し1890年代には全国の市町村に配置され、軍警察、治安維持、防諜を主要任務とするに至った。内地、外地のみならず第二次大戦中は占領地でも活動したが、戦後に解体された 。英文では「kempeitai」と記述される。

## 沿革
日本陸軍においては、1881年（明治14年）、フランスの国家憲兵制度 スペイン治安部隊（フランス国家憲兵隊）を範として、憲兵条例 により設置された。なお、この憲兵条例等の勅令により置かれる憲兵を勅令憲兵（ちょくれいけんぺい）といい、このほかに軍令により編成され軍司令官の命令に服する憲兵を軍令憲兵（ぐんれいけんぺい）という。本項では特記のない限り勅令憲兵について詳述する。
名称は「警兵」とするはずであったともいわれる が、1873年3月12日の陸軍省条例にすでに「憲兵」の語が使われていたことから「憲兵」とされたという。憲兵制度は、竹橋事件の影響や、自由民権運動の牽制、警視庁の薩摩閥勢力の減殺などのために創設されたともいわれる。
憲兵設立の際、警視庁は憲兵部を設置して、警察官から憲兵への転出人事を行っている。旧警視局から転出して憲兵になることが予定された警察官は835人であり、これは東京憲兵隊の定員1612人（1881年3月現在）の53％に相当した。初代東京憲兵隊長には、警察出身の三間正弘（別働第3旅団参謀）が任命されている。憲兵少尉以上の35人（1882年9月現在）のうち、20人が警察出身だった。警察から憲兵に転出した警察官は、西南戦争の際に動員された警察官であった（新選旅団・警視隊）。憲兵設置のその日に、警視庁の警備掛は廃止され、旧警視局所管の兵器が全て陸軍省に納付されている。
東京府会は、「憲兵の配置は警察力の増強である」として、警察費を大幅に削減し、巡査の定員が半減した（1874年1月の巡査の定員6000名、1881年3月は3160名）。
なお、明治時代に置かれていた屯田兵について、平時は「屯田兵ハ徒歩憲兵ニ編制」（屯田兵例則）するものとされ、警察が十分に整備されていない開拓時代の北海道において治安維持に当るものとされた。そして、「屯田兵諸勤務ハ凡ソ憲兵ノ規則ニ據ルヘシト雖モ目下北海道ニ於テハ人民寡少事務閑暇ナルヲ以テ其細目ノ如キ之ヲ行フトキハ却テ径庭ヲ生スヘキカ故ニ各長官ノ適宜ニ処分スルヲ以テ可トスヘシ」（屯田兵例則）とされ、憲兵勤務は事実上、長官の裁量に委ねられた。その結果、屯田兵が実態として憲兵任務を担うことはなかった。

## 任務

### 一般憲兵の任務

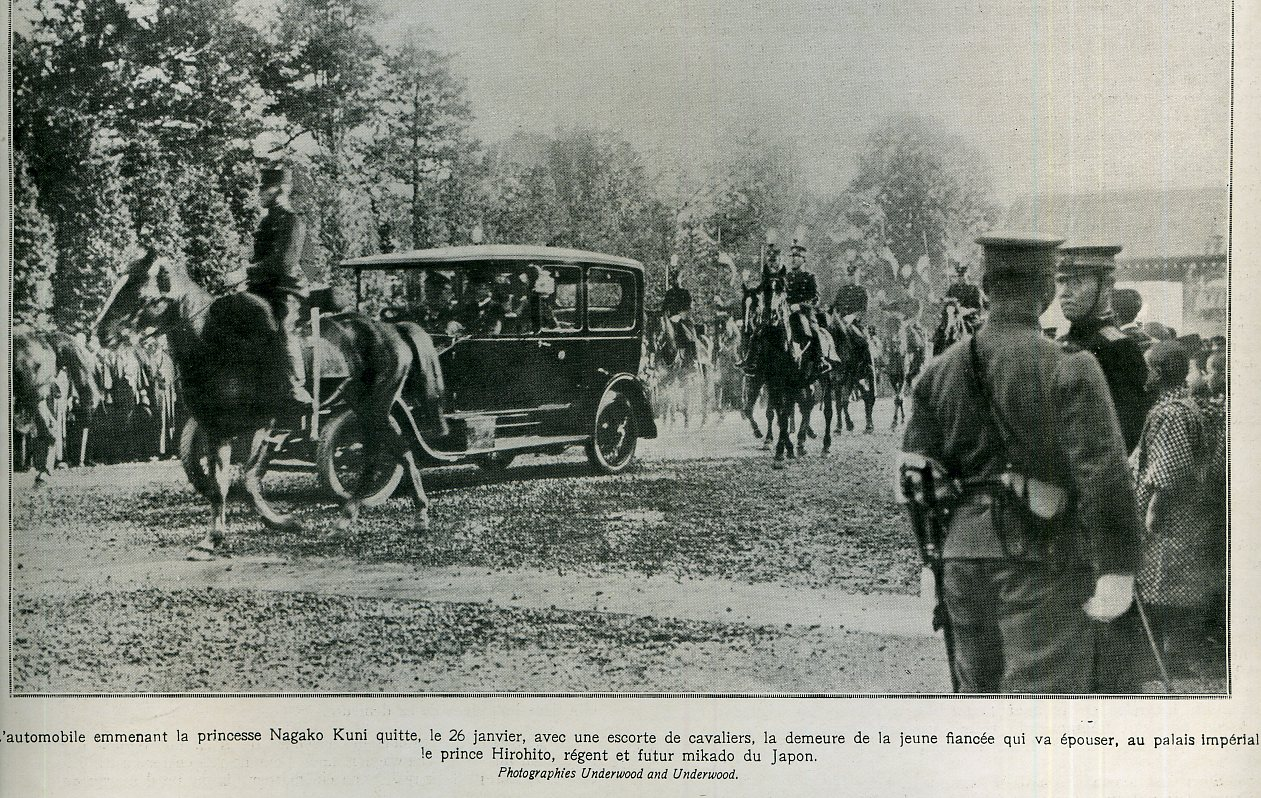
皇太子裕仁親王と良子女王の結婚の儀で警護にあたる憲兵下士官と上等兵（右手前）。警護が任務であるため、皇太子（後の大元帥たる天皇）らが乗車する御料車には背を向け、沿道の観衆を注視している
（1924年）

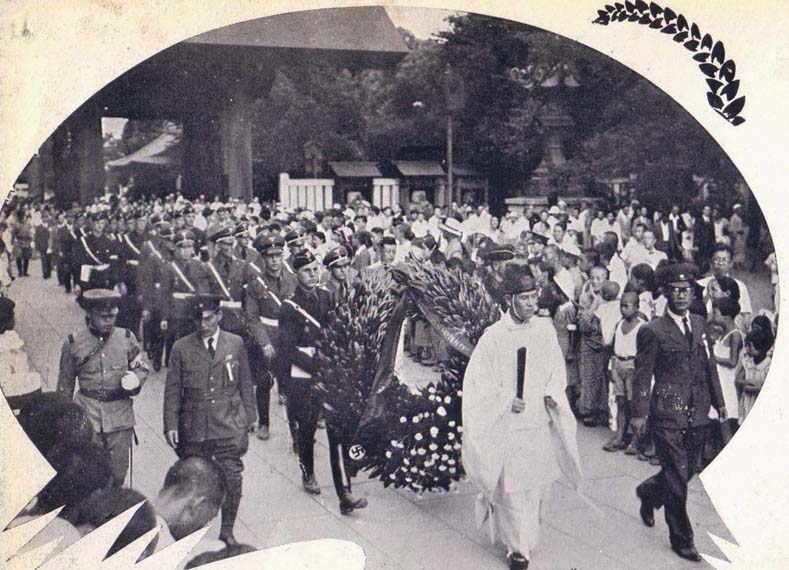
靖国神社を参拝中のヒトラーユーゲント団員を警護する憲兵上等兵（左端、1938年）
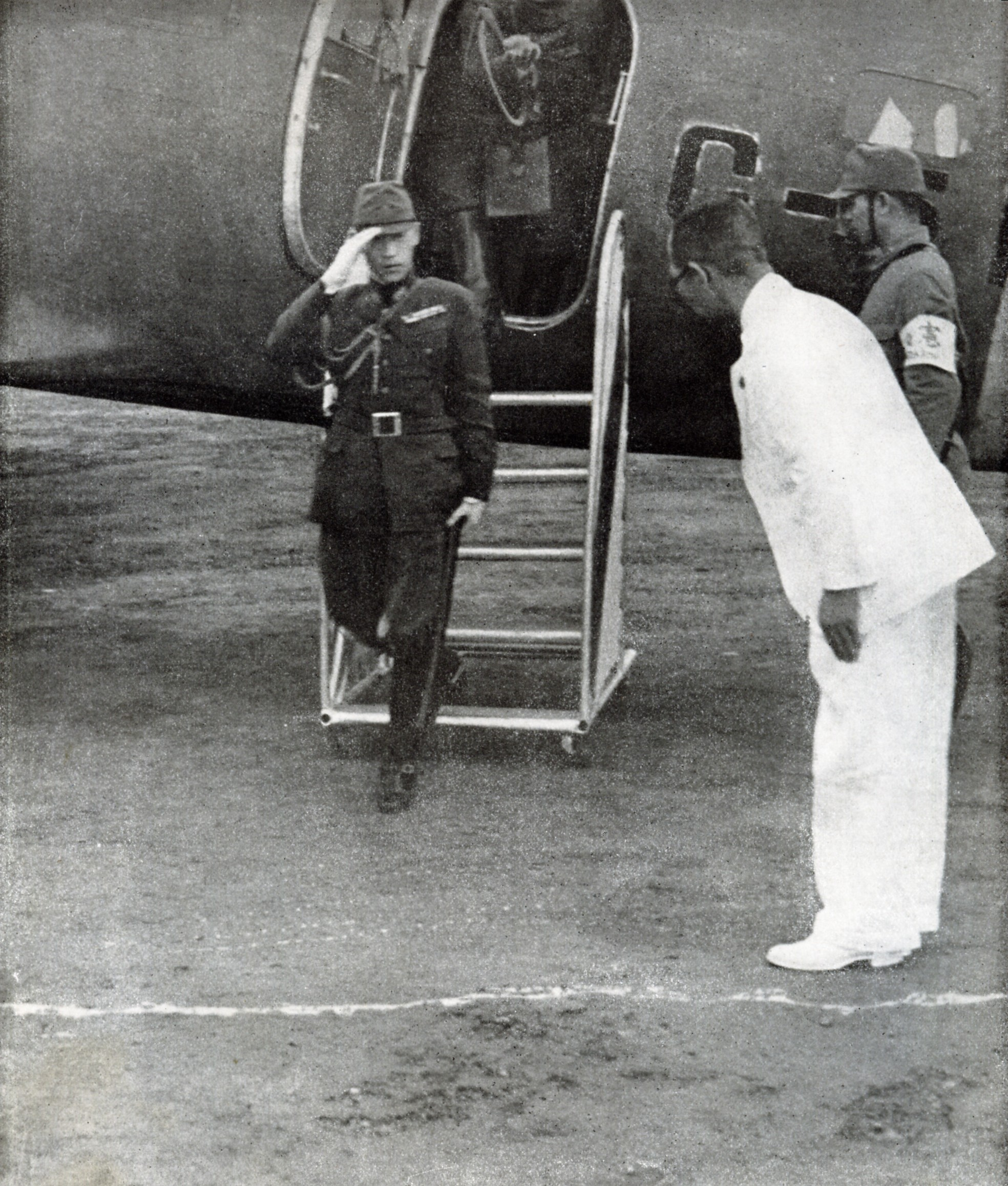
李鍝を警護する憲兵下士官と上等兵（右端）
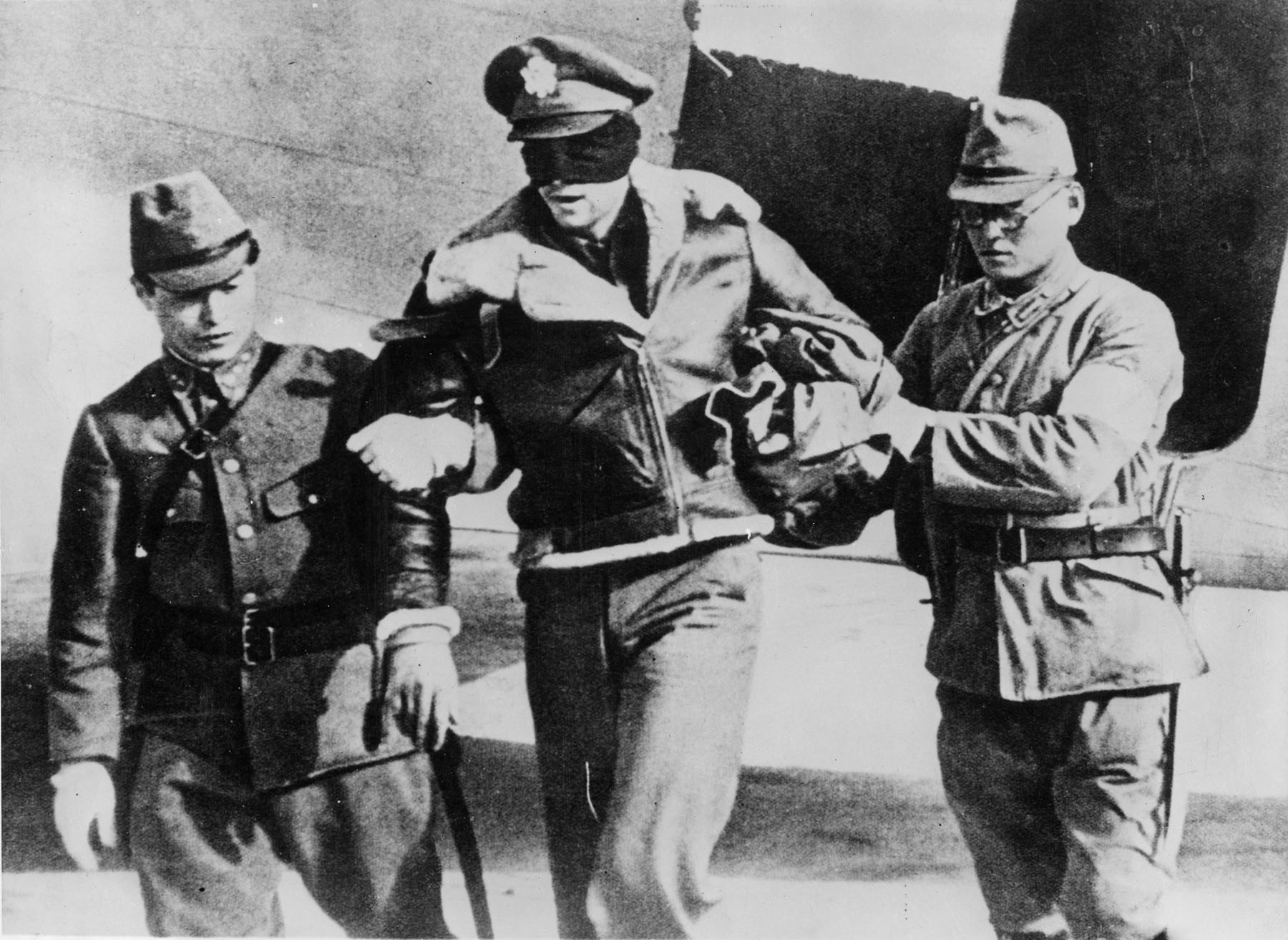
1942年（昭和17年）、ドーリットル空襲において捕虜となったアメリカ陸軍航空軍将校を警護・連行する憲兵下士官と上等兵

日本の憲兵制度は、フランスの国家憲兵隊制度を参考にしたため、陸軍大臣の管轄に属するとされながらも、海軍の軍事警察や行政警察、司法警察も職務として、それらについては陸軍大臣以外の主務大臣の指揮を承るものとされた。
具体的に憲兵は、陸軍大臣の管轄に属し主として軍事警察（軍事警察に係るものは陸軍大臣及び海軍大臣の指揮を承ける。但し外地においては特則あり）を掌り兼て行政警察（行政警察に係るものは内務大臣の指揮を承ける。但し外地においては特則あり）、司法警察（司法警察に係るものは司法大臣の指揮を承ける。但し外地においては特則あり）を掌るものとされた。海軍には独自の憲兵は置かれず、海軍大臣は軍事警察に係るものについては憲兵を直接指揮できるものとされた。そのため、海軍の要人警護等には陸軍の憲兵が当たった。
なお、憲兵以外にも、司法警察官の指定を受けた海軍の兵科将校や、海軍検察官の地位を持つ海軍法務官が事件捜査にあたる場合があった他、軍港等の要地においては、海兵団の衛兵分隊等の兵員により、司法警察権を持たない「巡邏隊」を編成して風紀の取締に当たった。
さらに、第二次世界大戦中には、司法警察権を持つ憲兵類似の独自部隊として、海軍特別警察隊が新設された。
憲兵は武装していたが、警察比例の原則から、暴行を受けたときやその占守する土地若しくは委託された場所又は人を防衛するに兵力を用いるほかに、他に手段がないとき又は兵力を以てしなくては抗抵に勝つことができないときにのみ、武器を使用することができるものとされていた。
下士官兵であっても憲兵は適正な司法警察権の行使を完全ならしめるために営内居住ではなく、一般（他の兵科各部）の将校准士官や古参下士官と変わらず大半が営外で居住し、そのために多額の営外加俸も支払われていた。憲兵は内地・外地を問わず将校准士官のみならず下士官兵であっても、私服を着用し髪を伸ばし一般人に偽装した捜査任務も多く、特に中国方面に駐箚する憲兵は中国服を着用し中国語を駆使し中国人に成りすましての隠密捜査や情報収集を大々的に行っている。

### 韓国駐箚憲兵の任務

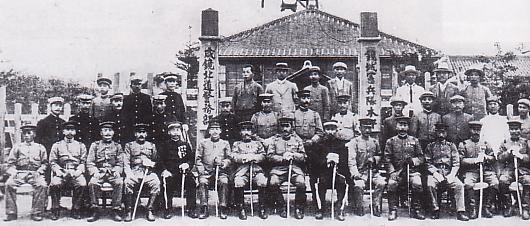
鏡城憲兵隊本部前の集合写真。憲兵のほかに警察官等も写っている

第三次日韓協約（1907年（明治40年）7月24日締結）の非公式取極めにより、韓国における警察権が日本に委任されることとなり、「韓国ニ駐箚スル憲兵ニ関スル件」（明治40年勅令第323号） が制定された。これによると、内地の憲兵が軍事警察を主とするのに対して、韓国に駐箚する憲兵は治安維持に関する警察を主として兼ねて軍事警察を掌るものとされ、主従が一般と逆転していた。これは、日本国外である韓国内において普通警察では機動的な治安維持の任務を果たせないことに鑑みて、憲兵に普通警察の任を果たさせようとしたものである。
1910年（明治43年）7月1日には、人員の不足を補うために朝鮮人の憲兵補助員制度が創設された。憲兵補助員は陸軍一等卒・陸軍二等卒の取扱いに準じるものとされた。
1910年（明治43年）9月10日、「韓国ニ駐箚スル憲兵ニ関スル件」は廃止され、新たに「朝鮮駐箚憲兵条例」（明治43年勅令第343号）が制定された。こうして、韓国においては憲兵が警察官を兼任し、朝鮮駐箚憲兵隊司令官が朝鮮総督府警務部長を兼ねる状態が続いていたが、1919年（大正8年）にこの制度が廃止された。

## 配置編制

### 概要
全陸軍の憲兵の頂点として、東京に憲兵司令部が置かれその長を憲兵司令官と称す。憲兵司令官は初期を除き陸軍中将ないし少将が補職。
憲兵の部隊は、一般の部隊のように連隊・大隊・中隊・小隊の編制を採らず、（外地および軍令憲兵によっては若干差異があるものの基本的に）各主要地に配置される憲兵隊が基本単位となり、憲兵隊の下に警察署に相当する憲兵分隊（分隊と称されるが人員は数十名）が、憲兵分隊の下に憲兵分遣隊が設けられている。

### 明治22年（1889年）当時
職員配置
憲兵司令部（東京に一箇）
- 憲兵司令官：憲兵大佐一名
- 副官：憲兵大中尉二名
- 軍吏：一、二等軍吏一名
- 書記：憲兵下士五名
- 軍吏部下士：一、二、三等書記二名

本部
- 隊長：憲兵中少佐一名
- 副官：憲兵大中尉一名
- 軍吏：二、三等軍吏一名
- 下副官：憲兵曹長一名
- 書記：憲兵下士三名
- 軍吏部下士：一、二、三等書記二名

分隊
- 分隊長：憲兵大中尉一名
- 書記：憲兵下士一名
- 伍長：憲兵下士若干名
- 憲兵上等兵：若干名

隊の編成
- 憲兵上等兵五名を1伍とし、数伍を以て一分隊とする。
- 憲兵隊は地名を冠し某憲兵隊と称す。

### 1895年当時
1895年の明治28年勅令第95号によって全面改正された「憲兵条例」によると、当時の編制は次の通りであった。なお、ここにいう「伍長」とは階級ではなく職名（意味としては読んで字のごとく「五人（伍）の長」）である。
- 憲兵司令部
  1. 憲兵司令官：憲兵大佐
  2. 副官：憲兵大尉・同中尉
  3. 軍吏
  4. 書記：憲兵下士、軍吏部下士又は属
- 憲兵隊（各師管毎に置く但し一府県にして両師管に跨がるものは其の府県庁所在地を管轄する憲兵隊の管轄に属す）
  1. 隊長：憲兵中佐・同少佐
  2. 副官：憲兵大尉・同中尉
  3. 軍吏
  4. 下副官（准士官）：憲兵曹長
  5. 書記：憲兵下士又は軍吏部下士
- 憲兵分隊（各師管の衛戍地、要害地、鎮守府、北海道廳、各府県庁所在地及び其の他の要地に漸次憲兵分隊を置き其の管轄区域を憲兵管区とす）
  1. 分隊長：憲兵大尉・中尉
  2. 書記：憲兵下士
  3. 上等伍長（准士官）：憲兵曹長
  4. 伍長：憲兵曹長（但し上等伍長を置かざることを得）
  5. 憲兵上等兵（憲兵上等兵5名乃至12名を以て1伍として、数伍を以て1分隊とし数分隊を以て1隊と為す時宜に依り1伍中の若干名を乗馬兵と為。）

### 明治29年（1896年）当時
1896年（明治29年）は憲兵司令官が陸軍少将からも任じられるようになった。憲兵管区が第1から第7まで定められるようになった。憲兵分隊が府県単位に置かれるようになった。
明治29年5月25日勅令232号台湾憲兵隊條例で憲兵隊が台湾に置かれるようになったが、明治30年9月22日勅令第332号憲兵隊條例で台湾憲兵隊条例廃止となり、憲兵隊條例に統一されることとなった。また、この条例改正で憲兵隊管区を第1乃至第10と区分された。
- 第1管区：東京府、神奈川県、群馬県、千葉県、山梨県、茨城県、栃木県、長野県、埼玉県
- 第2管区：宮城県、新潟県、青森県、秋田県、福島県、岩手県、山形県
- 第3管区：愛知県、石川県、三重県、富山県、静岡県、岐阜県、福井県
- 第4管区：大阪府、京都府、兵庫県、和歌山県、滋賀県、岡山県、奈良県、鳥取県
- 第5管区：広島県、愛媛県、山口県、高知県、島根県、香川県、徳島県
- 第6管区：熊本県、長崎県、福岡県、鹿児島県、宮崎県、佐賀県、大分県、沖縄県
- 第7管区：北海道
- 第8管区：台湾守備混成第一旅団守備管区
- 第9管区：台湾守備混成第二旅団守備管区
- 第10管区：台湾守備混成第三旅団守備管区

憲兵司令部
- 憲兵司令官：少将若しくは憲兵大佐
- 副官：憲兵少佐、憲兵大尉、中尉
- 軍吏
- 書記：憲兵下士、軍吏部下士若しくは属

憲兵隊第1乃至第7
本部
- 隊長：憲兵中、少佐
- 副官：憲兵大、中尉
- 軍吏
- 下副官（准士官）：憲兵曹長
- 書記：憲兵下士、軍吏部下士

分隊
- 分隊長：憲兵大、中尉
- 分隊副官：憲兵中尉
- 書記：憲兵下士
- 上等伍長（准士官）：憲兵曹長
- 伍長
- 憲兵上等兵

憲兵隊第8乃至第10
本部
- 隊長：憲兵大、中佐
- 副官：憲兵大、中尉
- 軍医
- 獣医
- 軍吏
- 下士官（准士官）：憲兵曹長
- 書記：憲兵下士、軍吏部下士
- 蹄鉄工長若しくは蹄鉄下長
- 看護長

分隊
- 分隊長：憲兵大尉
- 分隊副長：憲兵中尉
- 軍医
- 上等伍長（准士官）：憲兵曹長
- 伍長
- 書記
- 憲兵上等兵
- 看護長

### 明治31年（1898年）当時
明治31年（1898年）11月29日勅令337号憲兵条令改正によって憲兵管区が15となる。
- 第1憲兵隊管区：近衛師管、第1師管
- 第2憲兵隊管区：第2師管
- 第3憲兵隊管区：第3師管
- 第4憲兵隊管区：第4師管
- 第5憲兵隊管区：第5師管
- 第6憲兵隊管区：第6師管
- 第7憲兵隊管区：第7師管
- 第8憲兵隊管区：第8師管
- 第9憲兵隊管区：第9師管
- 第10憲兵隊管区：第10師管
- 第11憲兵隊管区：第11師管
- 第12憲兵隊管区：第12師管
- 第13憲兵隊管区：台湾守備混成第一旅団守備管区
- 第14憲兵隊管区：台湾守備混成第二旅団守備管区
- 第15憲兵隊管区：台湾守備混成第三旅団守備管区

憲兵司令部
- 憲兵司令官：少将若しくは憲兵大佐
- 憲兵副官：憲兵少佐、憲兵大尉、中尉
- 軍吏
- 書記：憲兵下士、軍吏部下士若しくは判任文官

憲兵隊第1乃至第12
本部
- 憲兵隊長：憲兵中、少佐、大尉
- 憲兵副官：憲兵中尉
- 軍吏
- 書記：憲兵下士、軍吏部下士

分隊
本部
- 憲兵分隊長：憲兵大、中尉
- 憲兵分隊副官：憲兵中、少尉
- 書記：憲兵下士

伍
- 憲兵伍長：憲兵曹長、一等軍曹
- 憲兵上等兵

憲兵隊第13乃至第15
本部
- 憲兵隊長：憲兵大、中佐
- 憲兵副官：憲兵大、中尉
- 軍医
- 獣医
- 軍吏
- 書記：憲兵下士、軍吏部下士
- 看護長
- 蹄鉄工長（下）長

分隊
- 憲兵分隊長：憲兵大尉
- 憲兵分隊副長：憲兵中尉
- 軍医
- 書記：憲兵下士
- 看護長

伍
- 憲兵伍長：憲兵下士
- 憲兵上等兵

### 明治32年（1899年）
明治32年（1899年）9月11日勅令381号憲兵条令改正によって憲兵管区が15となる。
- 第1憲兵隊管区：第1師管
- 第2憲兵隊管区：第2師管
- 第3憲兵隊管区：第3師管
- 第4憲兵隊管区：第4師管
- 第5憲兵隊管区：第5師管（徳島県板野郡鳴門村、瀬戸村、撫養村、里浦村、大津村、北灘村を追加）
- 第6憲兵隊管区：第6師管
- 第7憲兵隊管区：第7師管
- 第8憲兵隊管区：第8師管
- 第9憲兵隊管区：第9師管
- 第10憲兵隊管区：第10師管
- 第11憲兵隊管区：第11師管（愛媛県越智郡西伯方村、盛口村、瀬戸崎村、大山村、宮窪村、津倉村、亀山村、鏡村、宮浦村、岡山村、関前村、波方村、波止濱村、近見村、今治村、日吉村、立花村、冨田村、櫻井村、下朝倉村、清水村、鴨部村、九和村、日高村、乃万村、大井村、小西村を追加）（徳島県板野郡鳴門村、瀬戸村、撫養町、里浦村、大津村、北灘村、愛媛県越智郡西伯方村、盛口村、瀬戸崎村、大山村、宮窪村、津倉村、亀山村、鏡村、宮浦村、岡山村、関前村、波方村、波止濱村、近見村、今治町、日吉村、立花村、冨田村、櫻井村、下朝倉村、清水村、鴨部村、九和村、日高村、乃万村、大井村、小西村を除く）
- 第12憲兵隊管区：第12師管
- 第13憲兵隊管区：台湾守備混成第一旅団守備管区
- 第14憲兵隊管区：台湾守備混成第二旅団守備管区
- 第15憲兵隊管区：台湾守備混成第三旅団守備管区

憲兵司令部
- 憲兵司令官：少将若しくは憲兵大佐
- 憲兵副官：憲兵少佐、憲兵大尉、中尉
- 軍吏
- 書記：憲兵下士、軍吏部下士若しくは判任文官

憲兵隊第1乃至第12
本部
- 憲兵隊長：憲兵中、少佐、大尉
- 憲兵副官：憲兵中尉
- 軍吏
- 書記：憲兵下士、軍吏部下士

分隊
本部
- 憲兵分隊長：憲兵大、中尉
- 憲兵分隊副官：憲兵中、少尉
- 書記：憲兵下士

班
- 憲兵班長：憲兵曹長、一等軍曹
- 憲兵上等兵

憲兵隊第13乃至第15
本部
- 憲兵隊長：憲兵大、中佐
- 憲兵副官：憲兵大、中尉
- 軍医
- 獣医
- 軍吏
- 書記：憲兵下士、軍吏部下士
- 看護長
- 蹄鉄工長（下）長

分隊
- 憲兵分隊長：憲兵大尉
- 憲兵分隊副長：憲兵中尉
- 軍医
- 書記：憲兵下士
- 看護長

班
- 憲兵班長：憲兵下士
- 憲兵上等兵

憲兵隊長は第1第5第12乃至第15憲兵隊を通して二名限り憲兵大佐を以て之に充つることを得。

### 明治33年（1900年）当時
明治33年（1900年）5月30日勅令第250号憲兵条令改正
- 第1憲兵隊管区：第1師管
- 第2憲兵隊管区：第2師管
- 第3憲兵隊管区：第3師管
- 第4憲兵隊管区：第4師管
- 第5憲兵隊管区：第5師管（徳島県板野郡鳴門村、瀬戸村、撫養村、里浦村、大津村、北灘村を追加）
- 第6憲兵隊管区：第6師管（佐賀県西松浦郡曲川村、大山村、二里村、東山代村、有田村を追加）
- 第7憲兵隊管区：第7師管
- 第8憲兵隊管区：第8師管
- 第9憲兵隊管区：第9師管
- 第10憲兵隊管区：第10師管
- 第11憲兵隊管区：第11師管（愛媛県越智郡西伯方村、盛口村、瀬戸崎村、大山村、宮窪村、津倉村、亀山村、鏡村、宮浦村、岡山村、関前村、波方村、波止濱村、近見村、今治村、日吉村、立花村、冨田村、櫻井村、下朝倉村、清水村、鴨部村、九和村、日高村、乃万村、大井村、小西村を追加）（徳島県板野郡鳴門村、瀬戸村、撫養町、里浦村、大津村、北灘村、愛媛県越智郡西伯方村、盛口村、瀬戸崎村、大山村、宮窪村、津倉村、亀山村、鏡村、宮浦村、岡山村、関前村、波方村、波止濱村、近見村、今治町、日吉村、立花村、冨田村、櫻井村、下朝倉村、清水村、鴨部村、九和村、日高村、乃万村、大井村、小西村を除く）
- 第12憲兵隊管区：第12師管（佐賀県西松浦郡曲川村、大山村、二里村、東山代村、有田村を除く）
- 第13憲兵隊管区：台湾守備混成第一旅団守備管区
- 第14憲兵隊管区：台湾守備混成第二旅団守備管区
- 第15憲兵隊管区：台湾守備混成第三旅団守備管区

憲兵司令部
- 憲兵司令官：少将若しくは憲兵大佐
- 憲兵副官：憲兵少佐、憲兵大尉、中尉
- 軍吏
- 書記：憲兵下士、計手若しくは判任文官

憲兵隊第1乃至第12
本部
- 憲兵隊長：憲兵中、少佐、大尉
- 憲兵副官：憲兵中尉
- 軍吏
- 書記：憲兵下士、計手

分隊
本部
- 憲兵分隊長：憲兵大、中尉
- 憲兵分隊副官：憲兵中、少尉
- 書記：憲兵下士

班
- 憲兵班長：憲兵曹長、軍曹
- 憲兵上等兵

憲兵隊第13乃至第15
本部
- 憲兵隊長：憲兵大、中佐
- 憲兵副官：憲兵大、中尉
- 軍医
- 獣医
- 軍吏
- 書記：憲兵下士、計手
- 看護長
- 蹄鉄工長

分隊
- 憲兵分隊長：憲兵大尉
- 憲兵分隊副長：憲兵中尉
- 軍医
- 書記：憲兵下士
- 看護長

班
- 憲兵班長：憲兵下士
- 憲兵上等兵

憲兵隊長は第1第5第12乃至第15憲兵隊を通して二名限り憲兵大佐を以て之に充つることを得。

### 明治34年（1901年）当時
明治34年（1901年）4月8日勅令第29号憲兵条令改正
憲兵隊第1乃至第12
本部
- 憲兵隊長：憲兵中、少佐、大尉
- 憲兵隊副官：憲兵中尉
- 憲兵隊附：憲兵中、少尉
- 軍吏
- 書記：憲兵下士、計手

分隊
本部
- 憲兵分隊長：憲兵大、中尉
- 書記：憲兵下士

班
- 憲兵班長：憲兵曹長、軍曹
- 憲兵下士、上等兵

憲兵隊第13乃至第15
本部
- 憲兵隊長：憲兵中、少佐
- 憲兵隊副官：憲兵大、中尉
- 憲兵隊附：憲兵隊、中尉
- 軍医
- 獣医
- 軍吏
- 書記：憲兵下士、計手
- 看護長
  - 蹄鉄工長

分隊
- 憲兵分隊長：憲兵、中大尉
- 書記：憲兵下士

班
- 憲兵班長：憲兵曹長、軍曹
- 憲兵下士、上等兵

### 明治35年（1902年）当時
明治35年（1902年）10月13日勅令第223号憲兵条令改正
憲兵司令部
- 憲兵司令官：少将若しくは憲兵大佐
- 憲兵副官：憲兵少佐、憲兵大尉、中尉
- 副監督
- 書記：憲兵下士、計手若しくは判任文官

憲兵隊第1乃至第12
本部
- 憲兵隊長：憲兵中、少佐、大尉
- 憲兵隊副官：憲兵中尉
- 憲兵隊附：憲兵中、少尉
- 副監督
- 書記：憲兵下士、計手

分隊
本部
- 憲兵分隊長：憲兵大、中尉
- 書記：憲兵下士

班
- 憲兵班長：憲兵特務曹長、曹長、軍曹
- 憲兵下士、上等兵

憲兵隊第13乃至第15
本部
- 憲兵隊長：憲兵中、少佐
- 憲兵隊副官：憲兵大、中尉
- 憲兵隊附：憲兵隊、中尉
- 軍医
- 獣医
- 上等計手
- 書記：憲兵下士、計手
- 看護長
  - 蹄鉄工長

分隊
- 憲兵分隊長：憲兵、中大尉
- 書記：憲兵下士

班
- 憲兵班長：憲兵曹長、軍曹
- 憲兵下士、上等兵

### 明治36年（1903年）当時
明治36年（1903年）3月26日勅令第58号憲兵条令改正
憲兵司令部
- 憲兵司令官
- 憲兵副官
- 憲兵下士

憲兵隊
- 憲兵隊長
- 憲兵副官
- 憲兵分隊長
- 憲兵隊附士官
- 憲兵准士官、下士、上等兵

※憲兵司令部及憲兵隊には経理部、衛生部及獣医部士官、准士官、下士、判任文官竝蹄鉄工長を附することを得。
- 第1憲兵隊管区：第1師管
- 第2憲兵隊管区：第2師管
- 第3憲兵隊管区：第3師管
- 第4憲兵隊管区：第4師管及第11師管内徳島県板野郡
- 第5憲兵隊管区：第5師管及第11師管内愛媛県越智郡
- 第6憲兵隊管区：第6師管
- 第7憲兵隊管区：第7師管
- 第8憲兵隊管区：第8師管
- 第9憲兵隊管区：第9師管
- 第10憲兵隊管区：第10師管
- 第11憲兵隊管区：第11師管
- 第12憲兵隊管区：第12師管

### 明治38年（1905年）当時
明治38年（1905年）9月6日勅令208号「乘馬兵科ノ者ヲシテ憲兵ノ勤務ヲ補助セシムルノ件」（『法令全書』）
- 第一條 衞戍總督又ハ衞戍司令官ハ乘馬兵科ノ者ヲ憲兵司令官、憲兵隊長若ハ憲兵分隊長ノ指揮ニ屬シ憲兵ノ勤務ヲ補助セシムルコトヲ得
- 第二條 憲兵ノ勤務ヲ補助スル者ニ付テハ憲兵條例ヲ準用ス
- 第三條 憲兵ノ勤務ヲ補助スル者ノ服裝ハ當該兵科ノ者ニ異ルコトナシ但シ腕ニ赤布ヲ纏フ

### 明治39年（1906年）当時
明治39年（1906年）2月8日勅令第18号により、韓国に駐箚する憲兵は軍事警察の外行政警察及司法警察を掌る但し行政警察及司法警察に付いては統監の指揮を受く。

### 明治40年（1907年）当時
- 東京憲兵隊管区：第1師管
- 仙台憲兵隊管区：第2師管
- 名古屋憲兵隊管区：第3師管
- 大阪憲兵隊管区：第4師管及第11師管内徳島県板野郡
- 広島憲兵隊管区：第5師管及第11師管内愛媛県越智郡
- 熊本憲兵隊管区：第6師管
- 旭川憲兵隊管区：第7師管
- 弘前憲兵隊管区：第8師管
- 金沢憲兵隊管区：第9師管
- 姫路憲兵隊管区：第10師管
- 善通寺憲兵隊管区：第11師管
- 小倉憲兵隊管区：第12師管
- 高田憲兵隊管区：第13師管
- 宇都宮憲兵隊管区：第14師管
- 豊橋憲兵隊管区：第15師管
- 京都憲兵隊管区：第16師管
- 岡山憲兵隊管区：第17師管
- 久留米憲兵隊管区：第18師管
- 台湾憲兵隊管区：台湾
- 韓国駐剳憲兵隊管区：韓国
- 関東憲兵隊管区：南満州

明治40年（1907年）10月7日勅令323号により、韓国駐剳憲兵隊令が出る。
- 第一條 韓国に駐箚する憲兵は主として治安維持に関する警察を掌り其の職務の執行に付統監に隷し又韓国駐剳司令官の指揮を承け兼ねて軍警察を掌る
- 第二條 憲兵隊本部の位置並分隊の配置及其の管区は統監之を定む
- 第三條 統監は必要に際し一時憲兵隊の一部を其の管区外に派遣することを得
- 第四條 憲兵の服務に関する規定は統監之を定む但し其の軍事警察に係るものは韓国駐剳軍司令官之を定む
- 第五條 前諸條の規定の外韓国に駐箚する憲兵に付いては憲兵条令による

### 明治43年（1910年）以降
「朝鮮駐箚憲兵条例」（明治43年勅令第343号）が制定され、朝鮮駐箚憲兵に関する配置等が定まった。朝鮮駐箚の憲兵隊司令部は京城に置かれ、その職員としては次のものが置かれた。
憲兵隊司令部
- 憲兵隊司令官
- 憲兵隊司令部副官
- 憲兵隊司令部附佐尉官
- 憲兵下士

憲兵隊
- 憲兵隊長
- 憲兵隊副官
- 憲兵分隊長
- 憲兵准士官下士上等兵

憲兵隊司令部及び憲兵隊には次のものを附することが出来る
- 経理部将校相当官・准士官・下士
- 軍医部将校相当官・准士官・下士
- 獣医部将校相当官・准士官・下士
- 蹄鉄工長
- 高等文官・判任文官

また、各憲兵隊管区に1憲兵隊が配置された。憲兵補助員制度は引き続き残置された。

### 大正7年（1918年）当時
大正7年（1918年）5月11日勅令134号南満州に在勤する憲兵上等兵の職務に關スル件
- 南満州に在勤する憲兵上等兵には関東都督の定る所に依り警察官の職務を執行せしむることを得
- 前項の規定に依り警察官の職務執行する者は其の警察事務に関し上官の指示監督を承く

### 大正8年（1919年）当時
大正8年（1919年）4月1日勅令第99号陸軍兵器部令等改正によって、「南満州に在勤する憲兵上等兵の職務に関する件」は廃止となる。
大正8年（1919年）4月11日勅令第100号憲兵条令改正によって、南満州に於ける軍事警察に係るものは関東軍司令官、南満州に於ける行政警察、司法警察に係るものは関東長官となった。
大正8年（1919年）8月19日勅令第397号憲兵条令改正によって、「朝鮮駐箚憲兵条令」が廃止。
大正8年（1919年）12月12日勅令第490号大正8年勅令第389号朝鮮に於ける憲兵分隊又は憲兵分遣所在金憲兵の職務に関する件廃止

### 大正9年（1920年）当時
大正9年（1920年）8月7日勅令第240号憲兵練習所条例改正

### 大正12年（1923年）当時
大正12年（1923年）10月10日勅令441号「各兵科ノ者ヲシテ憲兵ノ勤務ヲ補助セシムルノ件」が裁可された。
- 第一條 陸軍大臣又ハ軍司令官ハ各兵科（憲兵科ヲ除ク）ノ者ニ補助憲兵ヲ命スルコトヲ得師團長（交通斷絶等ノ爲已ムヲ得サル場合ニ在リテハ最寄團隊長）ハ憲兵司令官、朝鮮憲兵隊司令官、憲兵隊長（交通斷絶等ノ爲已ムヲ得サル場合ニ在リテハ憲兵分隊長）ヨリ請求ヲ受ケ之ヲ必要ト認ムルトキ亦前項ニ同シ前項ノ場合ニ在リテハ直ニ陸軍大臣ニ報告スヘシ
- 第二條 補助憲兵ハ憲兵司令官、朝鮮憲兵隊司令官、憲兵隊長又ハ憲兵分隊長ノ指揮ニ屬シ憲兵ノ勤務ヲ補助スルモノトス補助憲兵ニ付テハ憲兵條例ヲ準用ス
- 第三條 補助憲兵ノ服裝ハ當該兵科ノモノニ異ナルコトナシ但シ白地ニ赤色ヲ以テ「憲兵」ノ二字ヲ記シタル腕章ヲ左腕ニ纏フ必要ニ應シ憲兵ノ携帶スル兵器ニ準スルモノヲ携帶セシムルコトヲ得
- 附則 本令ハ公布ノ日ヨリ之ヲ施行ス
- 明治三十八年勅令第二百八號ハ之ヲ廢止ス

大正12年（1923年）11月13日勅令第リ白地ニ赤色ヲ以テ「憲兵」ノ二字ヲ記シタル腕章ヲ左腕ニ纏フ

### 昭和4年（1929年）以降
昭和4年（1929年）4月12日勅令65号憲兵条令改正で「憲兵条令」を「憲兵令」に改正。
憲兵司令部
- 憲兵司令官
- 総務部長
- 警務部長
- 副官
- 部員
- 部附
- 准士官、下士、判任文官

朝鮮憲兵隊司令部
- 朝鮮憲兵隊司令官
- 副官
- 部員
- 部附
- 准士官、下士、判任文官

憲兵隊
- 憲兵隊長
- 副官
- 憲兵分隊長
- 憲兵隊附
- 准士官、下士、憲兵上等兵

分遣隊
- 分遣隊長

之まで南満州としたものを「関東州及び南満州鉄道附属地」に改正。

### 昭和9年（1934年）以降
昭和9年（1934年）12月26日勅令第395号憲兵令改正により、第1條中、第2條中「関東長官」を「満州国駐箚特命全権大使」に、第3條第1項中「関東庁民政署長及同法院検察官」を「関東州廳長官及関東法務員検察官」に、第19條中「関東長官」を「大使」に、第6條中「関東長官」を「満洲国駐箚特命全権大使」に改正。

### 昭和12年（1937年）以降
昭和12年（1937年）7月31日勅令第378号陸軍憲兵学校令により、憲兵練習所は廃止となった。

### 昭和13年（1938年）
昭和13年（1938年）6月北京に憲兵訓練所開設、支那側憲兵将校以下の再訓練及び能力向上を期する為。指導は日本憲兵将校1乃至2准尉下士官2乃至3名を配置。

### 昭和17年・18年（1942・1943年）
海軍の主要根拠地たる鎮守府の軍港境域を主に担任していた各憲兵分隊は憲兵隊に昇格。昭和17年5月に横須賀憲兵隊（旧横須賀憲兵分隊。横須賀鎮守府）・呉憲兵隊（旧呉憲兵分隊。呉鎮守府）・佐世保憲兵隊（旧佐世保憲兵分隊。佐世保鎮守府）を、昭和18年11月に舞鶴憲兵隊（旧舞鶴憲兵分隊。舞鶴鎮守府）が置かれた。なお、格下の警備府は従来通り憲兵分隊のままであった（大湊憲兵分隊（大湊警備府））等。
昭和18年11月19日勅令第875号憲兵令改正により、北部憲兵隊司令部が置かれる。北部憲兵隊司令官は憲兵司令官に隷し、北部軍管区に於ける憲兵隊を統轄する。
北部憲兵隊司令部
- 北部憲兵隊司令官
- 副官
- 部員
- 附
- 准士官、下士官、憲兵兵長及び判任官

### 昭和20年（1945年）以降
1945年（昭和20年）、勅令第152号（昭和20年3月30日付）憲兵令改正により以下のような職員配置となった。
憲兵司令部
- 憲兵司令官
- 副官
- 部員
- 憲兵分隊長
- 附
- 准士官、下士官、憲兵兵長及び判任官

憲兵隊司令部
- 憲兵隊司令官
- 副官
- 部員
- 附
- 准士官、下士官、憲兵兵長及び判任官

地区憲兵隊
- 地区憲兵隊長
- 憲兵分隊長
- 附
- 准士官、下士官、憲兵兵長及び判任官

関東州に於ける憲兵分隊
- 憲兵分隊長
- 附
- 准士官、下士官、憲兵兵長及び判任官

1945年（昭和20年）4月1日、憲兵の配置編制が大きく変更された。これは戦局悪化に伴い、本土決戦（決号作戦）に備え主に内地の軍隊の大規模な改編が行われ、また軍備の急激な膨張に伴う軍要員の急激な増大に鑑み、憲兵機構の整備を図るため各軍管区毎に憲兵隊司令部を置いた。なお、憲兵隊司令部自体は昭和18年11月、既に北海道において北部憲兵隊司令部として先行して置かれているものである。
また西部軍管区の区域にあっては、別に広島師管区及び善通寺師管区の区域については、特に各別に憲兵隊司令部が置かれ、各憲兵隊司令部の管区内には憲兵隊地区を設け、各憲兵隊地区毎に地区憲兵隊を設けることとする等の必要があることによって所要の改正がなされたものである。
これによると、憲兵隊司令部が置かれる都府県はその憲兵隊直轄区域となるので、地区憲兵隊は、憲兵隊司令部が置かれない府県毎に置かれるが、北部憲兵隊にあっては旭川、釧路、函館、樺太憲兵隊が置かれた。

#### 終戦時の憲兵隊配置
| 憲兵隊司令部     | 位置   | 地区憲兵隊                                                               | 軍管区           |
| 北部憲兵隊司令部 | 札幌   | 旭川、函館、釧路、樺太                                                   | 北部軍管区の区域 |
| 東北憲兵隊司令部 | 仙台   | 青森、盛岡、秋田、山形、福島                                             | 東北軍管区の区域 |
| 東部憲兵隊司令部 | 東京   | 横浜、横須賀、千葉、甲府、宇都宮、浦和、水戸、前橋、新潟、長野           | 東部軍管区の区域 |
| 東海憲兵隊司令部 | 名古屋 | 富山、岐阜、静岡、津、金沢                                               | 東海軍管区の区域 |
| 中部憲兵隊司令部 | 大阪   | 大津、福井、奈良、和歌山、神戸、京都、舞鶴                               | 中部軍管区の区域 |
| 中国憲兵隊司令部 | 広島   | 岡山、鳥取、呉、松江、山口                                               | 中国軍管区の区域 |
| 四国憲兵隊司令部 | 善通寺 | 徳島、松山、高知                                                         | 四国軍管区の区域 |
| 西部憲兵隊司令部 | 福岡   | 小倉、佐賀、長崎、佐世保、熊本、大分、宮崎、鹿児島、沖縄                 | 西部軍管区の区域 |
| 朝鮮憲兵隊司令部 | 京城   | 羅南、咸興、新義州、平壌、海州、春川、清州、大田、大邱、釜山、全州、光州 | 朝鮮軍管区の区域 |
| 台湾憲兵隊司令部 | 台北   | 台南、花蓮港                                                             | 台湾軍管区の区域 |

※昭和20年（1945年）3月30日の改正による。中部・中国、四国の軍管区は同年6月20日の陸軍管区表改正により修正。
満洲方面には関東憲兵分隊が置かれ、新京・奉天・大連・哈爾賓・佳木斯・チチハル（斉々哈爾）・孫呉・牡丹江（密山憲兵分隊・虎林憲兵分隊）・延吉・四平・錦州・間島・興安・承徳・ハイラル（海拉爾）の各分遣隊があった。

#### 戦地の軍令憲兵
中国大陸には北支那派遣憲兵隊司令部・中支那派遣憲兵隊司令部と南支那派遣憲兵隊、開封・漢口・九江・杭州・済南・徐州・上海・青島・石門・蘇州・蘇北・太原・張家口・鄭州・天津・南京・北京の各憲兵隊があった。この内、漢口憲兵隊は1945年（昭和20年）7月26日に第16方面軍憲兵隊への改編が決まっていたが、編成完結前に終戦となった。
北支那派遣憲兵隊司令官は、隷下憲兵隊とは別個に設置された北支那特別警備隊の司令官を兼ねた。北支那派遣特別警備隊は1943年（昭和18年）8月24日の軍令陸甲第81号によって設置され、唐山に司令部を置き10個大隊と1個教育隊で構成され特殊秘密作戦に従事した。秘密作戦という性格からか戦死率が高く、終戦までに800名を越す戦死者を出し大隊長1名と中隊長3名を失っている。
この他、フィリピン・スマトラ等南方方面憲兵隊の任地域と上級部隊は下表の通り。
| 担任地域   | 憲兵隊名称       | 上級部隊   |
| フィリピン | 第14方面軍憲兵隊 | 第14方面軍 |
| スマトラ   | 第25軍憲兵隊     | 第25軍     |
| マレー     | 第29軍憲兵隊     | 第29軍     |
| 蘭印       | 第16軍憲兵隊     | 第16軍     |
| ビルマ     | 緬甸方面軍憲兵隊 | 緬甸方面軍 |
| セラム島   | 第5野戦憲兵隊    | 第19軍     |
| ラバウル   | 第6野戦憲兵隊    | 第8方面軍  |
| ハルマヘラ | 第8野戦憲兵隊    | 第2方面軍  |
| ソロン     | 第10野戦憲兵隊   | 第2軍      |
| 仏印       | 南方軍第1憲兵隊  | 南方軍     |
| タイ       | 南方軍第2憲兵隊  | 南方軍     |
| ボルネオ   | 第37軍憲兵隊     | 第37軍     |

終戦時の憲兵兵力は国内外の合計でおよそ36,000人であった。

## 人事

### 歴代憲兵司令官
初代憲兵司令官には、越後長岡藩出身の三間正弘憲兵大佐が就任した。ただし、その後の憲兵司令官には主に陸軍中将（憲兵科を含む兵科の少将以上には兵科区分がない）が充てられたため、人事運用上、憲兵科出身ではない者も多く任じられた。
1. 三間正弘 憲兵大佐：1889年（明治22年）3月30日 - 1893年（明治26年）4月5日
2. （心得）春田景義 憲兵中佐：1893年（明治26年）4月6日 -
3. 春田景義 憲兵大佐：1893年（明治26年）11月1日 -
4. 原田良太郎 少将：1897年（明治30年）9月28日 -
5. 山内長人 少将：1899年（明治32年）2月10日 -
6. 林忠夫 憲兵大佐：1902年（明治35年）9月16日 -
7. 谷田文衛 中将：1909年（明治42年）8月1日 - 1910年（明治43年）11月30日
8. 須永武義 少将：1910年（明治43年）11月30日 - 1912年（明治45年）2月27日
9. 南部辰丙 中将：1912年（明治45年）2月27日 - 1915年（大正4年）2月15日
10. 橋本勝太郎 中将：1915年（大正4年）2月15日 - 1916年（大正5年）3月24日
11. 小池安之 少将：1916年（大正5年）3月24日 -
12. 石光真臣 少将：1918年（大正7年）6月10日 - 1920年（大正9年）8月10日[11]
13. 長坂研介 少将：1920年（大正9年）8月10日 -
14. 山田良之助 少将：1922年（大正11年）2月8日 - 1923年（大正12年）8月6日
15. 小泉六一 少将：1923年（大正12年）8月6日 -
16. 柴山重一 少将：1923年（大正12年）9月20日 -
17. 荒木貞夫 少将：1924年（大正13年）1月9日 -
18. 松井兵三郎 中将：1925年（大正14年）5月1日 -
19. 峯幸松 少将：1927年（昭和2年）3月5日 -
20. 外山豊造 中将：1931年（昭和6年）8月1日 -
21. 秦真次 中将：1932年（昭和7年）2月29日 -
22. 田代皖一郎 中将：1934年（昭和9年）8月1日 -
23. 岩佐禄郎 中将：1935年（昭和10年）9月21日 - 1936年3月23日[12]
24. 中島今朝吾 中将：1936年（昭和11年）3月23日 -
25. 藤江恵輔 少将：1937年（昭和12年）8月2日 -
26. 田中静壱 中将：1938年（昭和13年）8月2日 -
27. 平林盛人 少将：1939年（昭和14年）8月2日 -
28. 豊島房太郎 中将：1940年（昭和15年）8月1日 -
29. 田中静壱 中将：1940年（昭和15年）9月28日 -
30. 中村明人 中将：1941年（昭和16年）10月15日 -
31. 加藤泊治郎 少将：1943年（昭和18年）1月4日 -
32. 大木繁 中将：1943年（昭和18年）8月26日 -
33. 大城戸三治 中将：1944年（昭和19年）10月14日 -
34. 飯村穣 中将：1945年（昭和20年）8月20日 - 1945年（昭和20年）11月1日

### 階級
兵科の少将以上は兵科区分がないため、憲兵特有の階級としては陸軍憲兵大佐以下の官（階級）が設けられた。また、司法権の行使に密接に関与する特別な部門であることから、1940年（昭和15年）に歩兵科・砲兵科・騎兵科・工兵科・輜重兵科・航空兵科の兵科区分が廃止された際も、各部（衛生部・獣医部・経理部・軍楽部など）と同様に憲兵のみ存続した。
1879年（明治12年）10月10日当時、歩兵・騎兵・砲兵・工兵・輜重兵では大尉及び中尉がそれぞれ1等及び2等に分けられ、また参謀 は大尉のみ1等及び2等に分けられていたが、憲兵のみは大尉及び中尉とも1等・2等の分類はなされていなかった。
長らく最下級の憲兵は憲兵上等兵とされていたが、1940年（昭和15年）9月15日に旧「陸軍憲兵上等兵」は「陸軍憲兵兵長」（兵1級）と改称され、1942年（昭和17年）11月17日に憲兵兵長の下に再度、新「陸軍憲兵上等兵」（兵2級）が設置された。
憲兵を設置した地方においては、憲兵将校及び憲兵下士は司法警察官として、憲兵卒は巡査と同じく司法警察の事務を行うものとされた。

### 補充

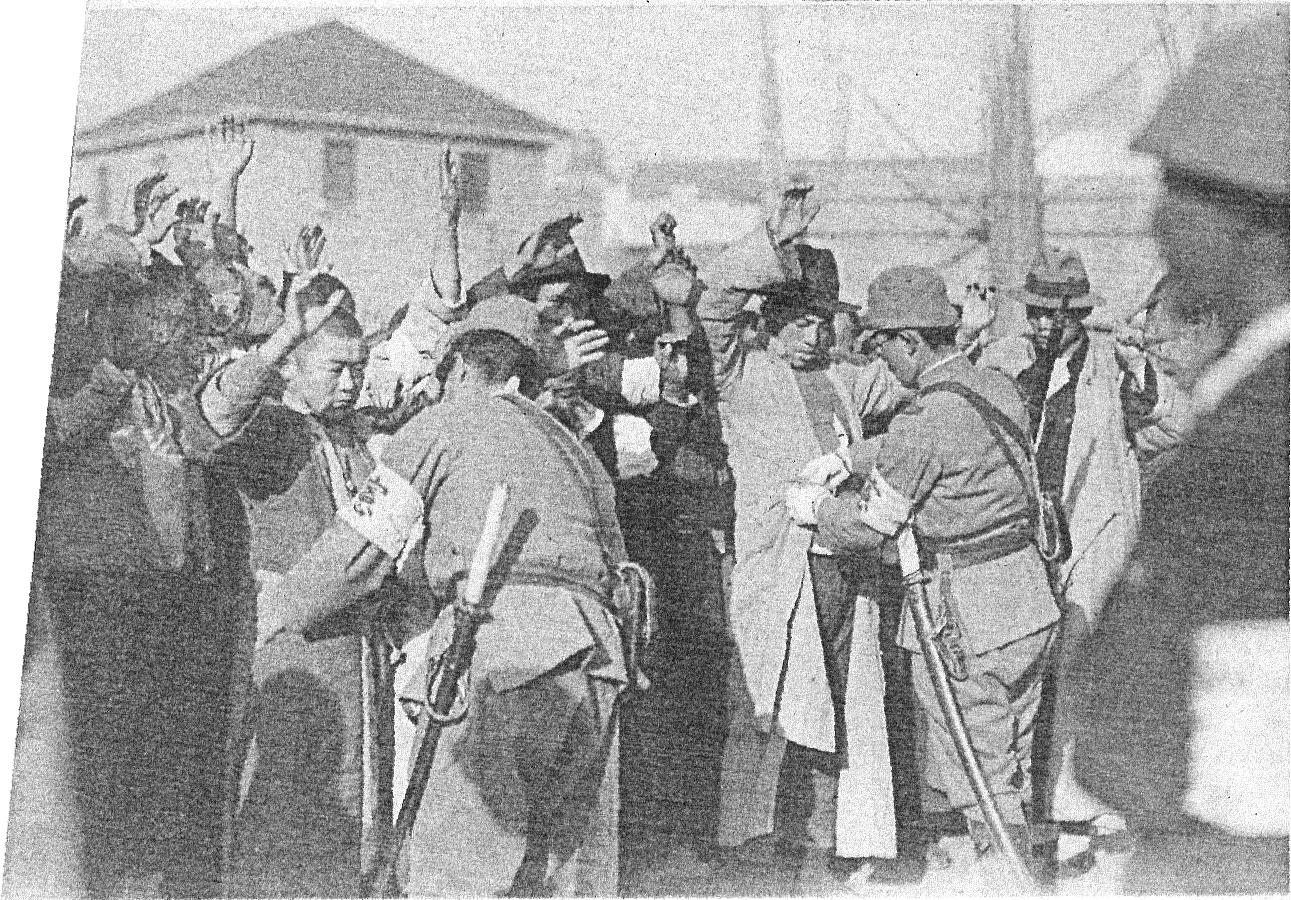
南京攻略戦後、軍服を脱ぎ避難民に紛れた中国兵を調べる憲兵上等兵
1937年（昭和12年）

憲兵は、他の兵科・各部とは異なり将校准士官下士官兵を問わず、入隊時に憲兵科に指定される者はいなかった。他兵科からの転科志願者から、在隊中の勤務態度が吟味され身辺調査を経て、更に憲兵隊での学科試験や面接をもって充足された。
このほか、軍の拡大に伴い憲兵将校に不足が生じたことから、大学法学部出身の各科将校の中から憲兵転科を命じている例もある。
憲兵科軍人又は憲兵科へ転科する軍人に対する教育は、1899年（明治32年）以降は憲兵練習所 で、1942年（昭和17年）以降は陸軍憲兵学校 で行われた。

### 昇進
他の兵科（兵種）と異なり、戦時の消耗が少なく、また目立つ任務ではないことから功績を挙げにくく、軍楽部と共に昇進が難しい兵科各部とされた。平時では多くが伍長で予備役編入となり、軍曹や曹長、准士官にまで昇進できるのはごく一部の者だけであった。

### 兵の処遇
兵（卒）の場合も実施学校で専門教育を受けるため、最下級でも憲兵上等兵以上となる。ただし、1940年（昭和15年）-1942年（昭和17年）は除く。憲兵であっても兵卒は国民の義務として兵役に服しているのであって、本来は官吏としての待遇を受けるものではないが、警察の巡査が判任官待遇を受けていることとの均衡から、1895年（明治28年）7月15日に憲兵上等兵も判任官待遇を受けることとなった。
1942年（昭和17年）1月から憲兵上等兵候補者を全国から募集した。募集にあたって学歴を一切問わなかったが、兵卒の大部分が小学校卒であった時代において、実際の合格者に占める小卒の割合は一割程度だった。合格後の待遇は破格のもので、1929年（昭和4年）時点で、一般兵卒の月収が当時8円80銭、小学校教員の月収が46円ほどだったのに対し、1927年（昭和2年）の陸軍給与令による支給規定で、憲兵上等兵は基本給7円に加え、憲兵加俸7円50銭、営外加俸36円の支給を受け月額50円50銭の月収があった。

### 装備・軍装

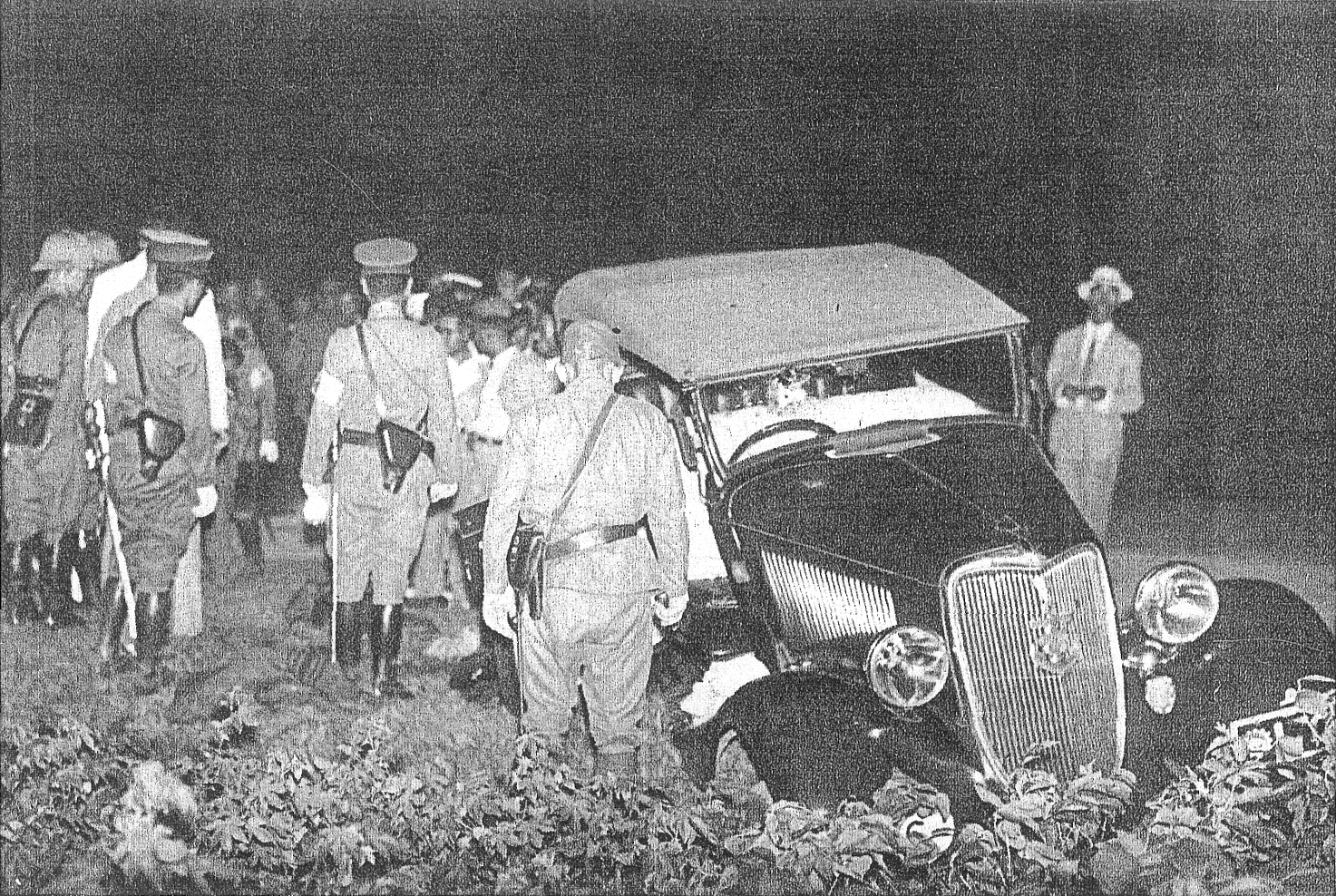
大山事件で現場検証を行う憲兵下士官・上等兵達（1937年）

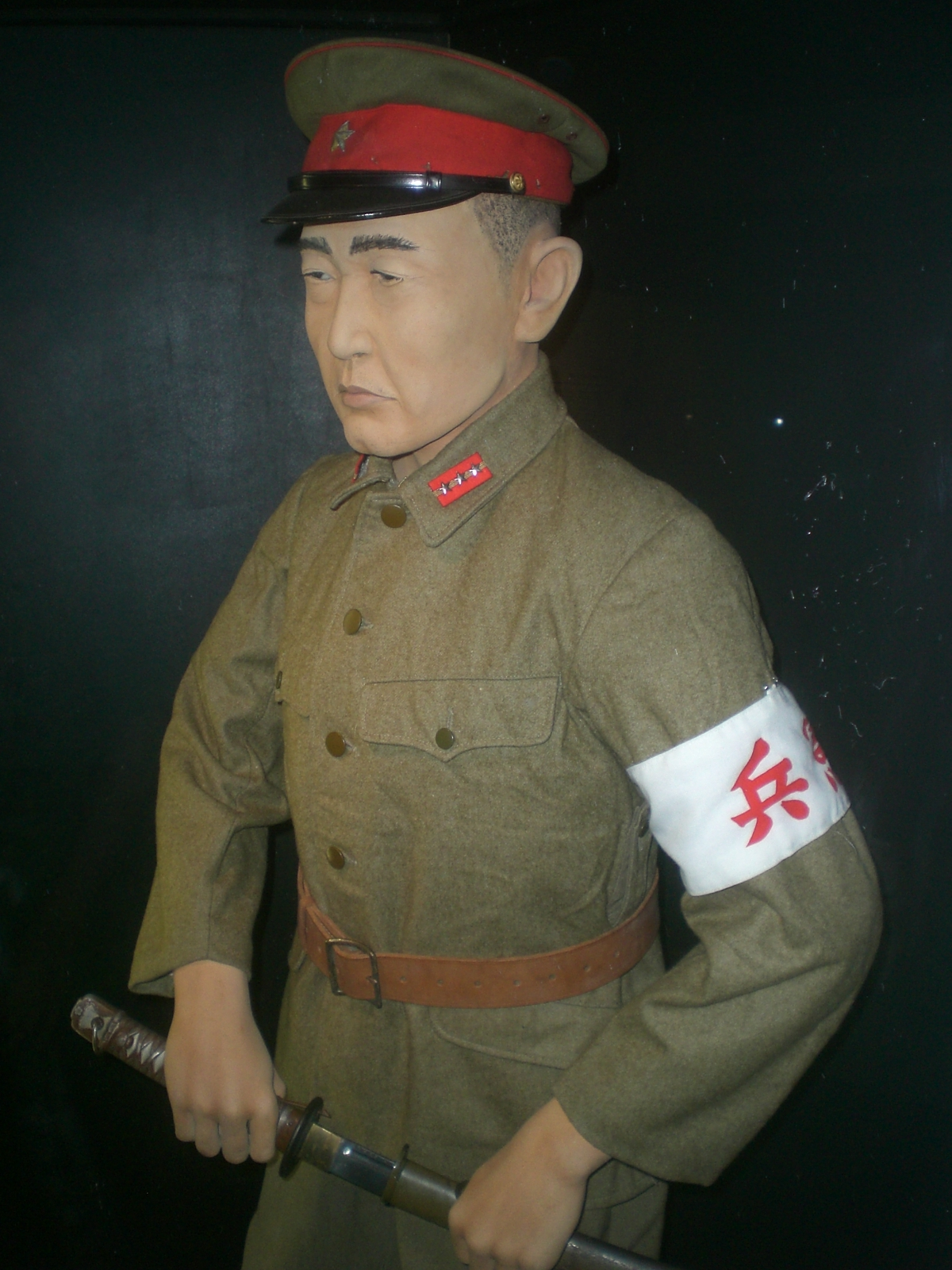
憲兵隊の腕章を着けたマネキン。腰に巻いたベルトは弾薬盒・銃剣用の革帯で、軍刀用の刀帯ではない

騎兵や輜重兵等と同じ帯刀/乗馬本分者とされ、下士官兵であっても官給品として乗馬長靴や革脚絆、拳銃、軍刀を佩用することになっていた。将校准士官は陸軍服制に則り一般の将校准士官と同じく将校軍刀・指揮刀を佩用するが、拳銃を常時携帯することはない。
警察官による警察権の発動に準じて、憲兵の武器使用には制限があったため、平時の武装はこれら拳銃と軍刀のみであり、有事の際にはこれに加え下士官以下は騎兵銃など小銃を携行した。またこのほか、勤務手帳（憲兵手帳）、呼笛、捕縄、包帯などを携帯することが定められていた。なお、第一次上海事変時の上海憲兵隊や朝鮮憲兵隊の一部では、警備のため軽機関銃や手榴弾の支給を受けることがあった。
また、他兵科/兵種・各部の下士官兵とは異なる特有の軍装として、憲兵下士官兵には主に防寒・防雨用としてマントの支給を受けていた。このマントは陸軍の将校准士官マント（着丈は外套とほぼ同寸。憲兵を含む全陸軍将校准士官共通、旧名称は雨覆）とは異なり、短寸（着丈はおおむね腰まで。かつてのフランス警察官短マントに類似）でケープに近いものであり、着用したままで軍刀・拳銃や捕縄等を扱い易く、その体裁の良さからも好んで使用されていた。このマントは着脱可能な頭巾を備える。なお外套については、憲兵も全陸軍共通の長寸のものを用いた。
襟章・胸章の定色（兵科色）は黒色で、1940年の兵科定色廃止（各部は存続）以降は旭日章（六光旭日）の金属徽章を襟部に佩用した。このほか、主に下士官兵は白地に赤色で「憲兵」と書かれた憲兵腕章を左腕に着用する。この腕章は1923年（大正12年）制定で、同年に発生の関東大震災の被災地に出動した補助憲兵が臨時に巻いていたものが制式となったものである。なお、将校准士官は基本的に憲兵腕章を着用しない。また、外地では現地人が分かりやすいように腕章に記す「憲兵」の漢字の下部分に、主に英語圏では「MP」・「MP.」・「M.P.」、フランス語圏では「GENDARME」・「Gendarme」と、各国語で憲兵を意味する文字を併記した。

### 補助憲兵
1905年（明治38年）9月6日に「乗馬兵科ノ者ヲシテ憲兵ノ勤務ヲ補助セシムルノ件」（明治38年勅令第208号）が制定され、衛戍総督又は衛戍司令官は、乗馬兵科（騎兵科など）の者を憲兵分隊長等の指揮に属させ、憲兵の勤務を補助させることを認めた。この憲兵の勤務を補助する者には、憲兵条例が準用された。これによって指定された者は、所属兵科の服装を着用し、その上で左腕に赤布の腕章を着用した。
1923年（大正12年）10月11日に「各兵科ノ者ヲシテ憲兵ノ勤務ヲ補助セシムルノ件」（大正12年勅令第441号）が制定され、必要により憲兵科以外の各兵科の者を補助憲兵とすることが認められた。補助憲兵は憲兵分隊長等の指揮に属し憲兵の勤務を補助するに過ぎないが、憲兵条例が準用された。これによって指定された補助憲兵は、所属兵科の服装を着用し憲兵腕章を着用した。
なお、これら補助憲兵は正規の憲兵とは異なり逮捕権や捜査権は持てず、あくまで補助として用地警備や災害発生時などに臨時で任命され使われる立場であった。そのため、正規の憲兵が教育面や意識面で選抜されていたのに対し、質の面で差があった。

### 著名な憲兵
著名な憲兵としては次の者などがいる。
- 甘粕正彦（歩兵科から転科。大尉時代の甘粕事件で免官）
- 大谷敬二郎（東京憲兵隊特高課長、東京憲兵隊長、東部憲兵隊司令官を歴任）
- 加藤泊治郎（砲兵科から転科。中将まで昇る）
- 三浦三郎（歩兵科から転科。終戦後に中将で復員）
- 四方諒二（歩兵科から転科。戦時中は東京憲兵隊長。終戦後に少将で復員）
- 三宅篤夫（東京憲兵隊長、小倉憲兵隊長などを歴任。少将で予備役編入）
- 新見英夫（輜重科から転科。大佐、東京憲兵隊長。相沢事件にて重傷を負う）
- 槙枝元文（憲兵中尉。戦後日本教職員組合議長を務めた。）
- 代田銀太郎（憲兵中尉。「ああモンテンルパの夜は更けて」の作詞者。）
- 小坂慶助（憲兵大尉。二・二六事件にて岡田首相を救出した。「憲兵とバラバラ死美人」の原作者。）
- 宮崎清隆（憲兵曹長。憲兵に関する著作を書き、三島由紀夫の唯一の弟子として知られる。）
- 横井英樹（憲兵軍曹。戦後白木屋の株買占めや東洋郵船を設立。ホテルニュージャパン火災事件において、実刑判決を受ける。）
- 塚本誠（電通取締役。憲兵大佐。宇都宮憲兵隊長、東京憲兵隊司令部高級部員などを歴任）
- 中村清（陸上長距離走指導者。戦時中は満洲で憲兵隊分隊長を務めていた。）

## 憲兵に対する評価
陸軍軍人軍属違警罪処分例 により、陸軍の軍人・軍属の犯した違警罪は憲兵部（憲兵部が置かれていない地域では警察署）で処分できたこともあり、一般兵にとっては監軍護法のため何かとやかましいことを言う「目の上のタンコブ」的存在であり、またその職務上から高圧的態度をとる憲兵もいたため、イメージは良くなかった。
憲兵は、陸海軍司法警察官として陸海軍大臣の指揮を受けて軍事警察を司っており、平時では原則として一般国民を対象とすることはない。ただし、憲兵は司法警察官の身分も有し、地方警察が捜査することが難しい政財官界の有力者を捜査するにあたっては、司法大臣と検事総長の指揮を受けて、一般国民に対して司法警察官の権限を例外的に行使するものとされていた。
しかし、治安警察法及び治安維持法等を一般警察同様に一般国民に対しても適用する立場であったことから、次第に反戦思想の取締りなど、国民の思想弾圧にまで及ぶこととなった。1923年（大正12年）9月の関東大震災直後に東京憲兵隊渋谷憲兵分隊長兼麹町憲兵分隊長の甘粕正彦憲兵大尉が大杉栄、伊藤野枝及び橘宗一を殺害するという事件を起こした（甘粕事件。事件発覚後、憲兵隊の捜査により起訴された甘粕大尉と森慶次郎憲兵曹長は軍法会議で有罪判決を受けて服役した。また監督責任を問われて憲兵司令官小泉六一少将らは停職となった）。帝国議会の開会中は10名ほどの特務憲兵が詰め、議員の発言を確認していた。事前に政府や軍部に批判的な政党・議員の発言内容や攻撃材料を入手する事も憲兵の任務だったという。東條英機の首相在任中には憲兵を使って反対派を圧倒し（中野正剛事件など）、東條もこれを積極的に活用した事から「東條憲兵」と呼ばれた。戦後、東條は周囲に「憲兵を使いすぎた」と漏らしたという。大戦末期には戦争終結、和平工作をしていた吉田茂（元駐英大使、のち首相）のもとにスパイを送り込み、陸軍刑法第99条（造言飛語罪）の容疑で吉田らを逮捕した（ヨハンセングループ）。
さらに憲兵は、戦中の占領地治安維持の任務を負っており、満州において逮捕した容疑者を裁判に付さず憲兵隊が独断で処刑する事態が横行した。この背景として、満州国では暫行懲治盗匪法において、東洋法の流れを引き継いで匪賊掃討にあたり、旧清朝にもあった「臨陣格殺」として部隊が匪賊を戦闘行為で殺害できるほか、「裁量処分」として、捕えた匪賊を軍司令官（急迫の場合は討伐隊の指揮官である高級警察官）の裁量で処刑できることが定められていたが、後者の裁量権限を用いての殺害処理が「厳重処分」の名で一般化していたことが指摘できる。本来、通常の手続きで逮捕した容疑者に対して、一般の憲兵隊員らはこのような権限を持っていなかったが、憲兵らは軍の中でも特権意識を持っていたため、自分たちが行っても問題になることはあるまいと嵩を括り、独善的な処分が横行していったことが推察される。また、捜査・取調べで拷問は日常化し、冤罪の発生も十分に疑える状態であった。元憲兵の土屋芳雄の証言からは、拷問の結果として死なせてしまった、あるいは、拷問しても何も出て来ず冤罪としか思えない場合においても、拷問があまりに酷かったため後で面倒なことにならないように、かえって始末するといったことも横行していたことが窺える。
このような憲兵の姿勢は満州に限らず、日中戦争や太平洋戦争においても、他の占領地にも引き継がれ、憲兵は日本軍の恐怖支配の代名詞のようになっていった。 太平洋戦争初期のシンガポール陥落時に大量の華僑虐殺が起きているが、所属の第25軍司令部からの命令とはいえ、憲兵隊もこの実施の中心部隊の一つとして、唯々諾々と虐殺を実行している。また、マレーシア・クアラルンプールの警備隊長の幸田蔵六陸軍中佐が、自らの地位を利用して収賄等の不正蓄財を行い憲兵隊に逮捕されたとき、幸田自身は軍法会議で降等のうえ懲役3年の刑で済んだが、憲兵隊は幸田が収容所から出して愛人として囲っていた白人女性も逮捕した。この女性は取調べの際に建物の2階から転落死している。憲兵隊はスパイ容疑で逮捕したものであり、飛び降り自殺としているが、幸田の不正蓄財等よりも白人女性をこのような形で愛人にしていたことが、スキャンダルとして国際的に広まるのを嫌っての殺害ではないかとの説もある。
一方で、身命を賭して職務に忠実であった事例として、相沢事件で東京憲兵隊長の新見英夫憲兵大佐は永田鉄山陸軍省軍務局長を守ろうとして重傷を負った。また、二・二六事件の際、叛乱部隊が占拠する首相官邸から岡田啓介首相を救出したのは東京憲兵隊所属の憲兵たちであった。
戦後のBC級戦犯裁判で有罪となり処刑された者は1,000名にのぼるが、その3割を憲兵が占めている。この高い比率は、憲兵が一定の地域に駐留して職務に当たるため顔と名前を覚えられやすいこと、また他部隊が戦争犯罪に関わった場合、その後移動・壊滅するなどして訴追が困難になったことが影響している。1969年（昭和44年）4月には靖国神社境内に「守護憲兵之碑」が建立されている。

## 憲兵を取り扱った作品
- 『開戦の前夜』 - 1943年（昭和18年）公開の日本映画。スパイである駐日アメリカ大使館附武官と対峙する憲兵司令部勤務の陸軍憲兵少佐の活躍を描く。撮影協力（指導）憲兵司令部
- 『憲兵とバラバラ死美人』 - 1957年（昭和32年）公開の日本映画。憲兵が主役で名探偵役をつとめるミステリ映画である。
- 『憲兵と幽霊』 - 1958年（昭和33年）公開の日本映画。前作と異なり憲兵制度の暗黒面を強調したオカルト映画である。
- ケンペーくん - 漫画家ならやたかしの漫画作品。
- 平成COMPLEX - 漫画家小だまたけしの漫画作品。
- 『高い城の男』 - 第二次世界大戦に枢軸国側が勝った世界線を描く。占領したアメリカにてレジスタンスを取り締まる他、情報収集、ユダヤ人拘束及び殺害など多岐の任務を行う。